# Jendrassik Cs-1
Jendrassik Cs-1 — первый в мире турбовинтовой двигатель.
Двигатель был спроектирован Дьёрдем Ендрашиком в 1937 году. Первые испытания начались уже в 1940 году. Все работы, связанные со сборкой и испытаниями двигателя, проводились на заводе Ganz. В ходе них выявились проблемы со стабильностью работы камер сгорания, из-за чего мощность двигателя ограничивалась лишь 400 л. с. вместо расчетных 1000 л. с. После устранения всех неполадок в камере сгорания планировалось, что двигатель будет установлен на венгерский двухмоторный штурмовик Varga RMI-1 X/H, который был специально спроектирован венгерским конструктором Ласло Варга для испытаний образца. Однако установить новый двигатель на прототип X/H конструкторы так и не успели, так как он был уничтожен на земле в ходе налётов союзной авиации.
Вскоре после того, как венгерские ВВС выбрали в качестве основного самолёта тяжёлый истребитель Мессершмитт Ме 210, и фабрика перешла на выпуск двигателей Daimler-Benz DB 605, работы над проектом были вовсе свёрнуты.